# Padunia ramifera
Padunia ramifera là một loài Trichoptera trong họ Glossosomatidae. Chúng phân bố ở miền Cổ bắc.